# France au Concours Eurovision de la chanson 1990
La France a participé au Concours Eurovision de la chanson 1990 à Zagreb, en Yougoslavie. C'est la 33e participation de la France au Concours Eurovision de la chanson.
Le pays est représenté par Joëlle Ursull et la chanson White and Black Blues, sélectionnés en interne par Antenne 2. 

## Sélection
Antenne 2 choisit l'artiste et la chanson en interne pour représenter la France au Concours Eurovision de la chanson 1990.

## À l'Eurovision

### Points attribués par la France
| 12 points | Luxembourg  |
| 10 points | Royaume-Uni |
| 8 points  | Belgique    |
| 7 points  | Irlande     |
| 6 points  | Pays-Bas    |
| 5 points  | Espagne     |
| 4 points  | Italie      |
| 3 points  | Autriche    |
| 2 points  | Yougoslavie |
| 1 point   | Suisse      |

### Points attribués à la France
| 12 points                                                        | 10 points                       | 8 points  | 7 points   | 6 points |
| ---------------------------------------------------------------- | ------------------------------- | --------- | ---------- | -------- |
| - Finlande - Islande - Norvège - Pays-Bas - Suisse - Yougoslavie | - Allemagne                     | - Irlande | - Chypre   | - Israël |
| 5 points                                                         | 4 points                        | 3 points  | 2 points   | 1 point  |
| - Danemark - Espagne - Suède                                     | - Belgique - Portugal - Turquie |           | - Autriche |          |

Joëlle Ursull interprète White and Black Blues en 14e position lors du concours suivant l'Allemagne et précédant la Yougoslavie. Au terme du vote final, la France termine 2e en ex aequo (avec l'Irlande) sur 22 pays, obtenant 132 points, dont douze points de la part de la Finlande, l'Islande, la Norvège, les Pays-Bas, la Suisse et la Yougoslavie. C'est le meilleur classement français au Concours Eurovision de la chanson depuis la victoire de Marie Myriam en 1977.